# Vassili Chtchelkalov
Vassili Iakovlevitch Chtchelkalov (en russe : Василий Яковлевич Щелкалов), mort en 1610 ou 1611 est un diplomate et homme politique russe, sous les règnes d'Ivan IV de Russie, de Fédor Ier de Russie et de Boris Godounov. Il fut chef du Prikaze Posolsky de juin 1594 à mars 1601.

## Biographie
Vassili Iakovlevitch Chtchelkalov fut admis au Zemski Sobor en 1566. Un an plus tard, Ivan IV le Terrible le chargea de la signature d'un traité de paix avec Sigismond II de Pologne. Dans les années 1560, il fut nommé chef du Prikaze Razboïny (Département de la police criminelle), de l'Ordre de décharge (Département chargé du service militaire, des affaires militaires et des villes du Sud de la Russie (1576 à 1594), Prikaze Tchetvertnoï de Nijni Novgorod (Département chargé de l'administration, du judiciaire, de la fiscalité, des finances et des affaires des contribuables) (de 1570 à 1601), Prikaze Kazansky et Prikaze des Strelitzy. En 1594, il fut ensuite nommé Prikaz Posolsky (Département chargé de la diplomatie russe), en 1595 gardien du sceau du tsar. En 1601, il tomba en disgrâce et fut mis à la retraite. Il revint sur la scène politique sous le règne de Dimitri II, qui fit de lui un okolnitchy (rang de la noblesse russe).